# Bergholm, Tyresö kommun
Bergholm är en tidigare småort i Tyresö kommun i Stockholms län. Bergholm ligger utmed nordöstra stranden av Uddbyviken, strax öster om Raksta. 2015 hade småorten vuxit samman med Stockholms tätort.